# William Le Baron Jenney

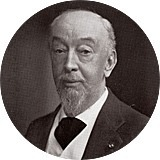

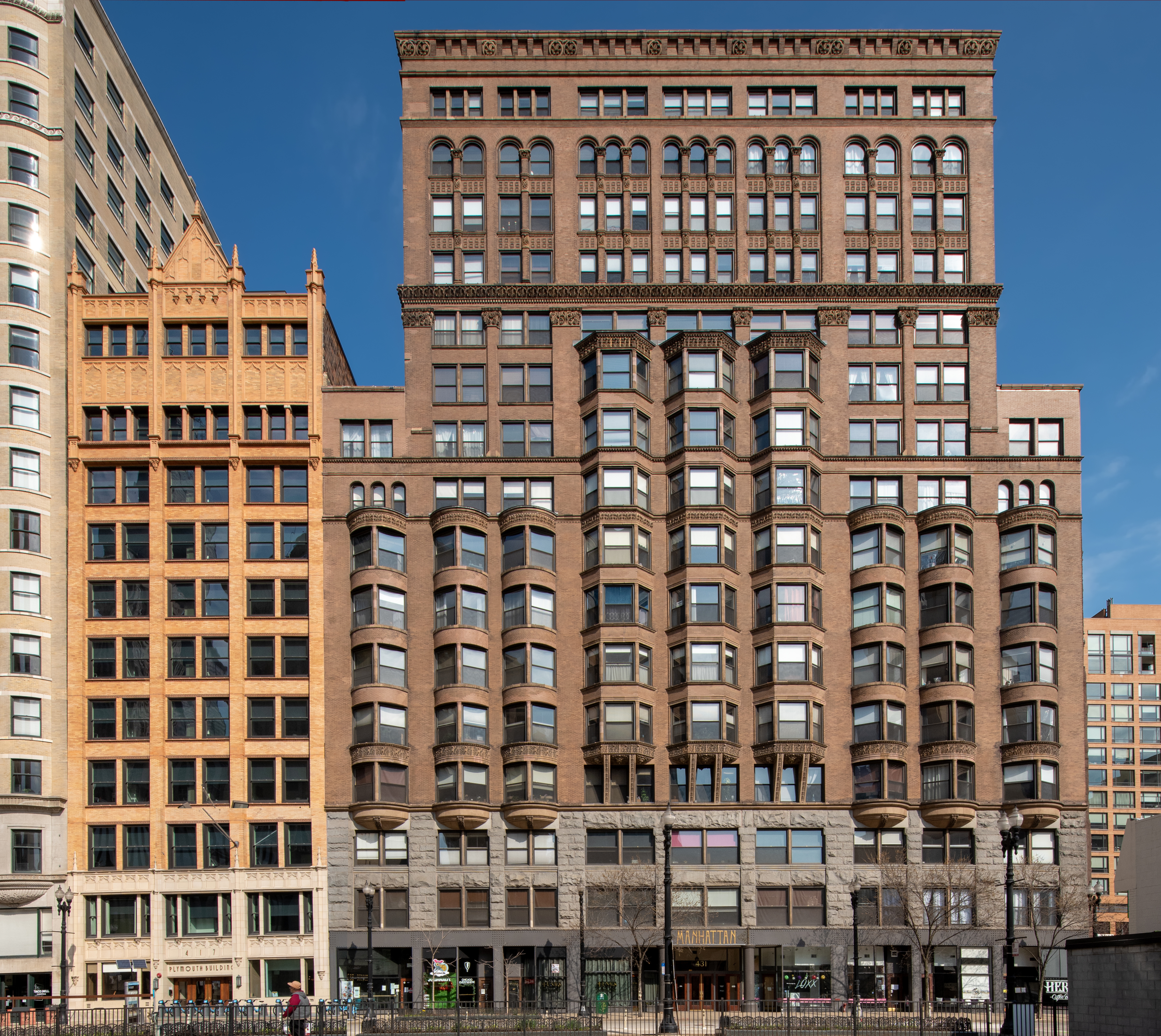
Manhattan Building (Chicago, Illinois)

William Le Baron Jenney (25 september 1832 – 14 juni 1907) was een Amerikaanse architect en ingenieur die bekend staat om het bouwen van de eerste wolkenkrabber in 1885.

## Levensloop
Jenney werd geboren in Fairhaven (Massachusetts). Hij deed zijn studies onder andere aan de École centrale Paris, waar Gustave Eiffel ook school liep. Tijdens de Amerikaanse Burgeroorlog (1861-1865) stond hij aan de kant van de Union Army. Na de oorlog verhuisde hij naar Chicago en stond aan de wieg van de Chicago School (architectuur).

## Eerste wolkenkrabber
Jenney is vooral bekend door het ontwerpen van het tien verdiepingen tellende Home Insurance Building in Chicago. Het gebouw was het eerste met een volledig metalen skelet en wordt beschouwd als de eerste wolkenkrabber. Het werd gebouwd van 1884 tot 1885, vergroot met twee verdiepingen in 1891. Het gebouw werd gesloopt in 1931.
In zijn ontwerpen gebruikte hij stalen kolommen en balken in plaats van steen en baksteen om de bovenste verdiepingen van het gebouw te ondersteunen. Het staal dat nodig was om het Home Insurance Building te ondersteunen woog slechts een derde van het gewicht van een gebouw van tien verdiepingen, gemaakt in metselwerk. Met deze methode werd het gewicht van het gebouw verminderd, waardoor het mogelijk werd nog hogere constructies te bouwen. Later loste hij het probleem van de brandveiligheid van hoge gebouwen op, door gebruik te maken van metselwerk, ijzer en terracotta vloeren en scheidingswanden. In de Second Leiter Building, eveneens in Chicago, werd dit principe toegepast.